# Flèche wallonne 1954
La Flèche wallonne 1954, 18e édition de la course, a lieu le 8 mai 1954 sur un parcours de 220 km. La victoire revient au sprint au Belge Germain Derycke, qui a terminé la course en 6 h 35 min 48 s, devant le Suisse Ferdi Kübler et son compatriote Jan De Valck.
Sur la ligne d’arrivée à Liège, 66 des 136 coureurs au départ à Charleroi ont terminé la course.

## Déclassement de Kübler
Lors du sprint final, disputé sur une route difficile, Kübler pousse Germain Derycke contre les barrières et franchit la ligne en premier mais est relégué à la deuxième place en raison d'un sprint irrégulier. L'image montre clairement un contact entre les deux coureurs et pour Degauquier — un des biographes du Suisse — la décision est justifiée.

## Classement final
| #  | Coureur              | Équipe              |    | Temps           |
| -- | -------------------- | ------------------- | -- | --------------- |
| 1  | Germain Derycke      | Alcyon-Dunlop       | en | 6 h 35 min 48 s |
| 2  | Ferdi Kübler         | Tebag               | +  | 0 s             |
| 3  | Jan De Valck         | Alcyon-Dunlop       |    | 0 s             |
| 4  | Martin Van Geneugden | Gitane-Hutchinson   |    | 0 s             |
| 5  | Marcel Ernzer        | Terrot-Hutchinson   |    | 0 s             |
| 6  | Jan Storms           | Girardengo-Eldorado |    | 0 s             |
| 7  | Raymond Impanis      | Girardengo-Eldorado |    | 0 s             |
| 8  | Roger Decock         | Bertin-d'Alessandro |    | 0 s             |
| 9  | Edward Peeters       | Arbos               |    | 0 s             |
| 10 | André Rosseel        | Alcyon-Dunlop       |    | 0 s             |